# Dàmaris Gelabert
Dàmaris Gelabert, född 28 december 1965 i Barcelona, är en katalansk (spansk) musikpedagog, musikterapeut samt kompositör och sångare av barnmusik. Hon har sedan 1998 givit ut ett 15-tal album med barnmusik, med sång på katalanska.

## Biografi
I juni 1992 tog Gelabert examen i utbildningsvetenskap och -filosofi vid Barcelonas universitet, och därefter specialiserade hon sig mot musikterapi. 1995 avslutade hon studier vid Berklee College of Music i Boston (USA).

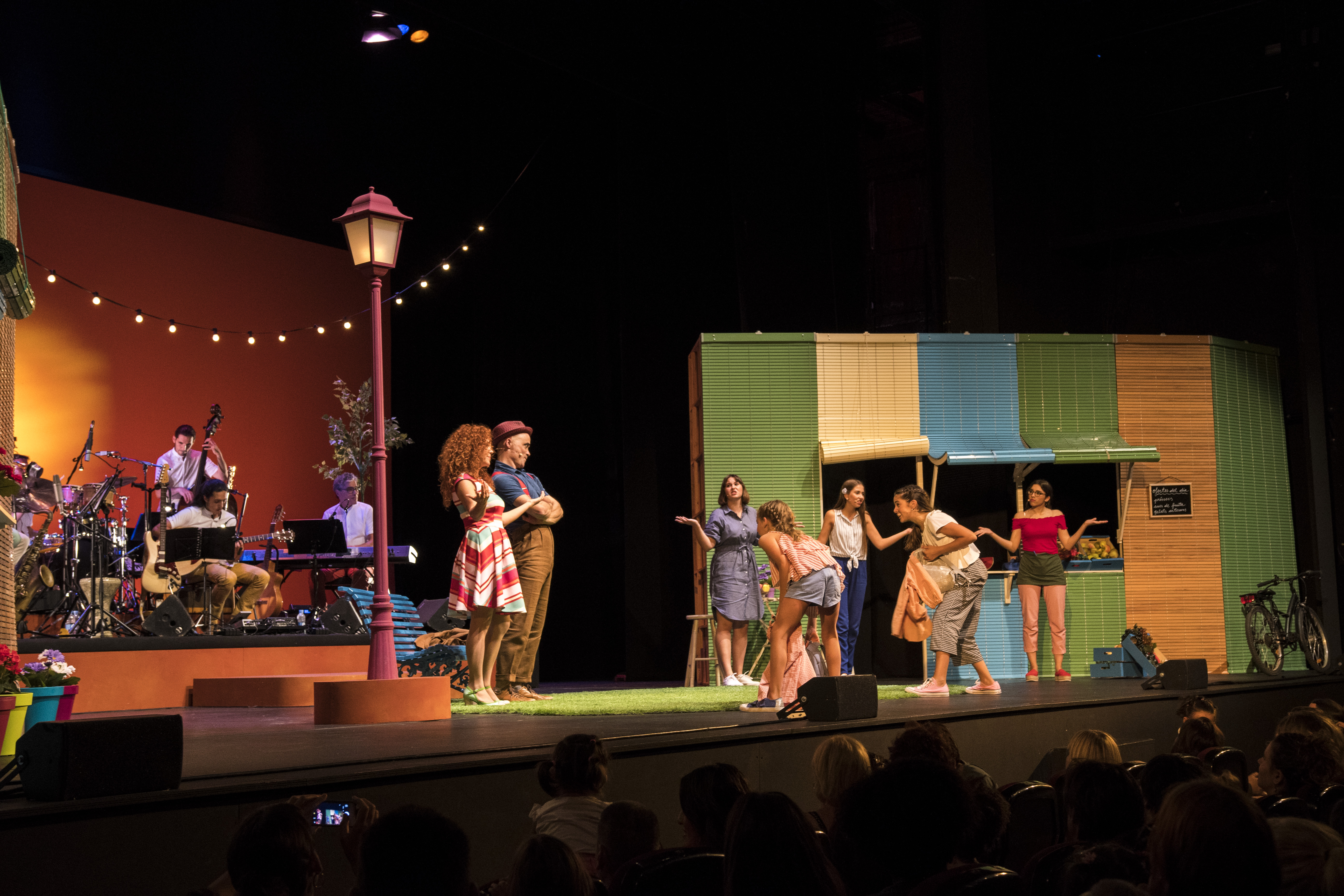
Föreställningen Comença l'estiu ('Sommaren börjar') på Teatre Victòria, juni 2017.

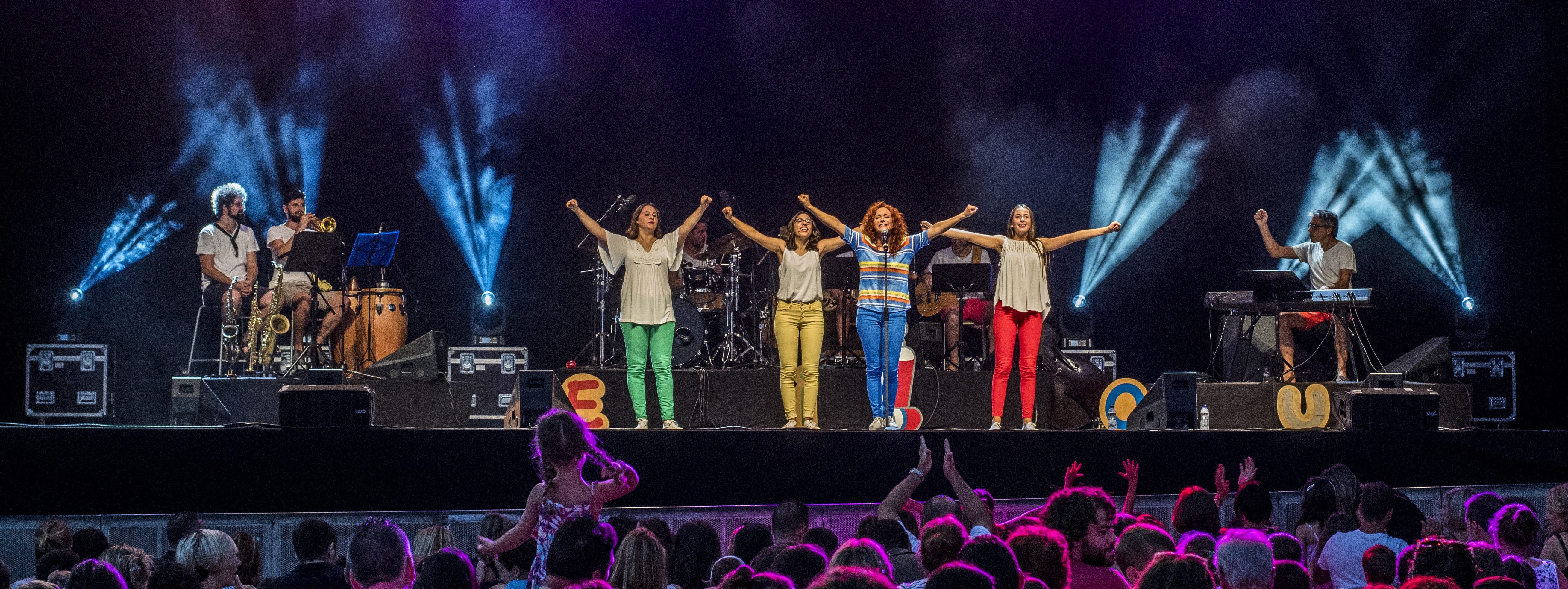
Konsert på Festival de Porta Ferrada 2017.

Efter studierna i USA startade hon hemma i Katalonien/Spanien skivbolaget Tot Sona Records, tillsammans med musikern Àlex Martínez. Målet var att göra sånger kopplade till ett pedagogiskt innehåll. Fram till 2019 har hon producerat cirka 200 sånger och givit ut 16 musikalbum.
Gelabert skapade en metod, med namnet Totsona ('Alltlåter'), för att stimulera musikalisk inlärning för barn upp till sex års ålder. Metoden baserar sig på lyssnandet av musik, bektraktat som det lilla barnets första språk. Gelabert har därefter vidareutvecklat metoden, i samarbete med olika förskolor och särskolor runt om i Katalonien, och strax efteråt startades skivbolaget Tot Sona med Gelaberts och andra liknande artisters utgåvor. 2012 invigdes Espai Totsona i Cardedeu nära Barcelona. I detta center sköts administrationen för olika Totsona-projekt, och där arrangeras kurser för olika sorters lärare, annan skolpersonal och andra som är intresserade av musikpedagogik för mindre barn.
Dàmaris Gelabert lär ut musikterapi vid både ESMUC, Kataloniens musikhögskola, och Escola Universitària Gimbernat. Hon kombinerar sin undervisning via seminarier och kurser med rena konserter och andra scenframställningar för familje- eller skolpublik.
Gelabert har synts och hörts från scenen på ett antal olika katalanska festivaler, inklusive Festival de la Porta Ferrada, l'Acustiqueta, Bornet de cançons, Festivalot och Cap Roig Festival. Hon har även synts på teaterscener som Teatre Kursaal de Manresa, Atlàntida de Vic, Àtrium de Viladecans, Auditori de Sant Cugat, Teatre Victòria i Barcelona, Alcúdia de Palma och Auditori Nacional d'Ordino.
Dàmaris Gelaberts Youtube-kanal, med cirka 1,5 miljoner prenumeranter, har besökts drygt 350 miljoner gånger. Kanalen är den första med katalansk musik som fått motta Youtubes Silverknappen. 
Musikvideon för låten "Bon dia" ('God morgon') har besökts drygt 13 miljoner gånger, "Qui sóc jo?" ('Vem är jag?') 20 miljoner och "Els dies de la setmana" ('Veckodagarna') över 100 miljoner gånger.

## Diskografi[4]
- Tot sona! ('Allt låter!'; 1998)
- Cançons per aprendre: 0–3 anys vol. I ('Sånger att lära sig med: 0–3 år vol. I'; 2001)
- Cançons per aprendre: 3–7 anys vol. I (2001)
- Cançons per aprendre: 7–9 anys vol. I (2001)
- Emocions i sentiments: contes i cançons ('Spänning och känslor: sagor och sånger'; 2003)
- Cançons populars & noves ('Populära och nya sånger'; 2004)
- Cançons de bressol ('Vaggvisor'; 2004)
- Cançons per aprendre: 0–3 anys vol. II (2006)
- Cançons per aprendre: 3–7 anys vol. II (2006)
- Cançons per aprendre: personatges singulars ('Sånger att lära sig med: udda figurer'; 2007)
- M'agrada el Nadal ('Jag gillar julen'; 2008)
- Massatge amb cançons ('Massage med sånger'; 2011)
- Jocs de falda d’ara i d'abans ('Kjollekar nu och förr'; 2014), nominerad till Premi Enderrock i kategorin Bästa album med familje- och barnmusik 2015.[20]
- Naturalment ('Naturligtvis'; 2018)
- És l'hora del jazz ('Det är dags för jazz'; 2018)
- És l’hora de l’orquestra ('Det är dags för orkestern'; 2019)

### DVD
- Canta! ('Sjung!'; 2013)
- Canta! – Vol.II (2016)

### Fotnoter
1. 1 2  "Una educació que sona bé". Ara.cat. Läst 10 september 2019. (katalanska)
2. 1 2  "Dàmaris Gelabert". Arkiverad 22 december 2019 hämtat från the Wayback Machine. Escola Superior de Mùsica de Catalunya. Läst 9 september 2019. (katalanska)
3. ↑  "Qui som - Totsona.com". Totsona.com. Läst 9 september 2019. (katalanska)
4. 1 2  "Discografia — Dàmaris Gelabert". damarisgelabert.com. Läst 9 september 2019. (katalanska)
5. ↑  Vallespín, Ivanna (2019-06-19): "Dàmaris Gelabert: “La música infantil està vivint una edat d’or”". elpais.com. Läst 10 september 2019. (katalanska)
6. ↑  "Les protagonistes de l'exposició D'ONES: Dàmaris Gelabert". Enderrock.cat. Läst 10 september 2019. (katalanska)
7. ↑  "Taral·la". Arkiverad 12 juni 2021 hämtat från the Wayback Machine. taral·la.cat. Läst 10 september 2019. (katalanska)
8. ↑  "Totsona". Totsona.com. Läst 10 september 2019. (katalanska)
9. ↑  "Agenda — Dàmaris Gelabert". damarisgelabert.com. Läst 10 september 2019. (katalanska)
10. ↑  ”DÀMARIS GELABERT - FESTIVAL PORTA FERRADA 2017” (på katalanska). festivalportaferrada.ca. Arkiverad från originalet den 20 oktober 2020. https://web.archive.org/web/20201020222149/http://2017.festivalportaferrada.cat/es/e-113/DAMARIS-GELABERT. Läst 10 september 2019.
11. ↑  "Dàmaris Gelabert, l’estrella de l’Acustiqueta". Ara.cat. Läst 10 september 2019. (katalanska)
12. ↑  "Dàmaris Gelabert". barcelona.cat, Läst 10 september 2019. (katalanska)
13. ↑  "Dàmaris Gelabert, Gossos, Els Amics de les Arts i Beth actuaran al Festivalot". Diari de Girona, 2017-03-03. Läst 10 september 2019. (katalanska)
14. ↑  Castillón, Xavier: "El ‘fenomen Dàmaris' - 08 ago 2018. elpuntavui.cat. Läst 10 september 2019. (katalanska)
15. ↑  "Dàmaris Gelabert presenta en Palma el cuento 'Si tingués la màgia d'un mag'". diariodemallorca.es, 2019-05-23. Läst 10 september 2019. (spanska)
16. ↑  "Ple absolut per gaudir de les cançons infantils de Dàmaris Gelabert". ara.ad, 2019-05-05. Läst 10 september 2019. (katalanska)
17. ↑  "La catalana que ha guanyat el Botó de Plata de YouTube". rac1.cat, 2019-04-06. Läst 10 september 2019. (katalanska)
18. ↑  "Dàmaris Gelabert guanya el Botó de Plata de Youtube". el9nou.cat. Läst 10 september 2019. (katalanska)
19. ↑  "Dàmaris Gelabert és la primera catalana que aconsegueix el Botó de Plata de Youtube". Enderrock.cat. Läst 10 september 2019. (katalanska)
20. ↑  "The Crab Apples aconsegueix sis nominacions als Premis Enderrock". El Punt Avui, 2015-02-03. Läst 9 september 2019. (katalanska)